# Guichen
Guichen (bretonisch:  Gwizien) ist eine französische Gemeinde mit 9203 Einwohnern (Stand: 1. Januar 2022) im Département Ille-et-Vilaine in der Region Bretagne. Guichen gehört zum Arrondissement Redon und ist der Hauptort (chef-lieu) des Kantons Guichen.

## Geografie
Guichen liegt an der Vilaine, in die hier der Fluss Canut mündet. Umgeben wird Guichen von den Nachbargemeinden Goven im Norden und Nordwesten, Bruz im Norden und Nordosten, Laillé im Osten, Bourg-des-Comptes im Südosten, Saint-Senoux im Süden, Guignen Südwesten sowie Lassy.
Durch die Gemeinde führt die frühere Route nationale 177 von Redon nach Rennes. Der Ort hat einen Bahnhof an der Bahnstrecke Rennes–Redon.

## Geschichte
Im Jahre 851 besiegten die Bretonen Karl den Kahlen in der Schlacht von Jengland. 1847 wurde der Name der Gemeinde von Fougeray in Grand-Fougeray geändert.
| Jahr      | 1962  | 1968  | 1975  | 1982  | 1990  | 1999  | 2006  | 2011  |
| --------- | ----- | ----- | ----- | ----- | ----- | ----- | ----- | ----- |
| Einwohner | 2.868 | 3.311 | 4.431 | 5.311 | 5.891 | 6.526 | 7.100 | 7.648 |

## Gemeindepartnerschaften
- Skerries, County Fingal, Irland
- Milevsko, Südböhmen, Tschechische Republik
- Villafranca de los Barros, Estremadura, Spanien

## Sehenswürdigkeiten

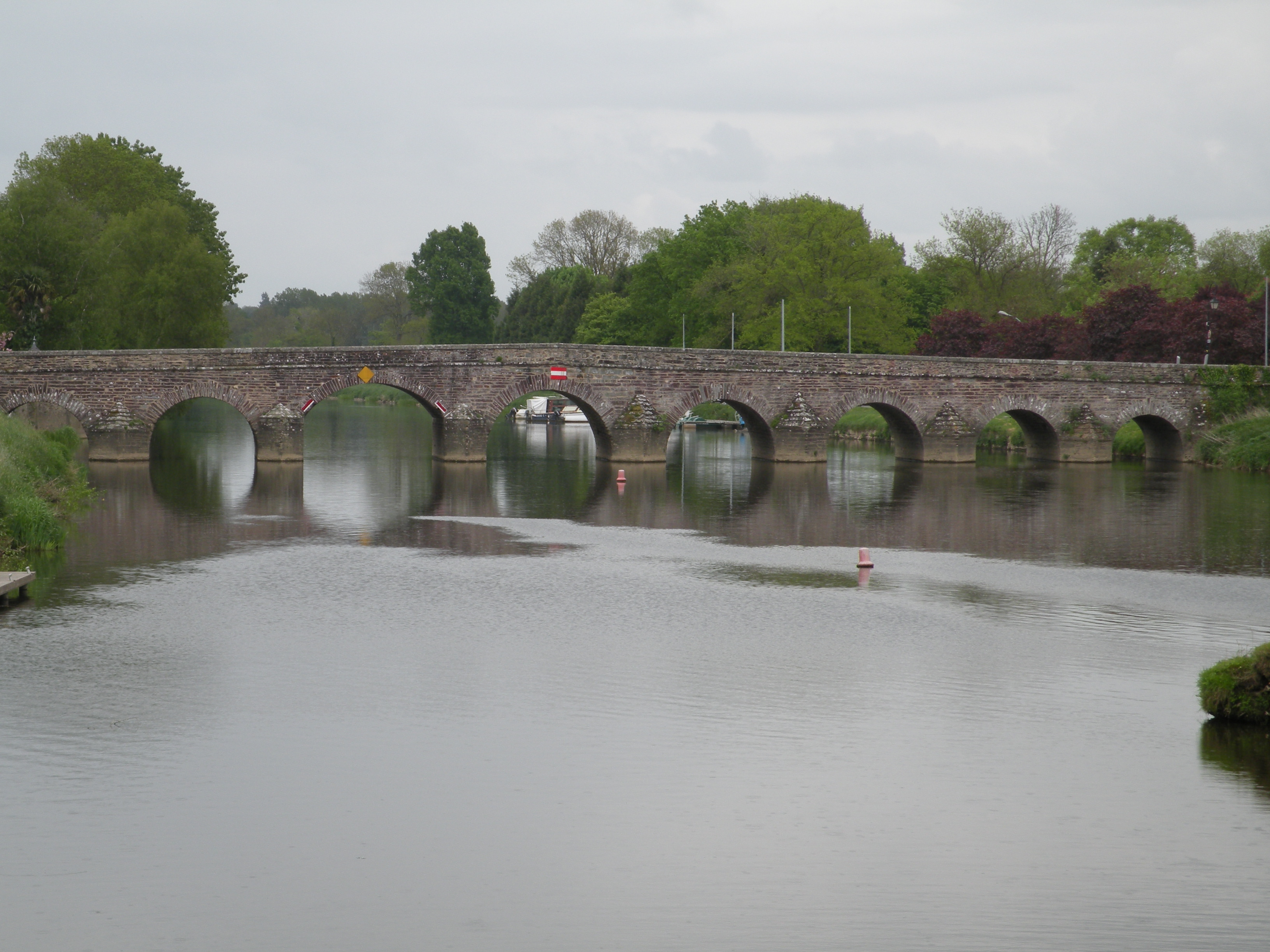
Brücke bei Pont-Réan

- Château de la Massaye aus dem Jahre 1630
- Château de la Grésillonais, im 14. Jahrhundert errichtet
- Château de Bagatz, im 15. Jahrhundert errichtet
- Château du Gai-Lieu, im 17. Jahrhundert errichtet
- Brücke im Ortsteil Pont-Réan, 1767 errichtet, seit 1942 Monument historique
- Kirche Saint-Martin aus dem 17. Jahrhundert
- Kirche Immaculée-Conception aus dem Jahre 1865 in Pont-Réan
- Coteau du Chatelier, Reste eines Oppidums

## Persönlichkeiten
- Luc Urbain du Bouëxic de Guichen (1712–1790), Graf von Guichen, Admiral
- Lucie Randoin, Biologin. Eine Straße in Guichen trägt ihren Namen